# Phylloxera russellae
Phylloxera russellae är en insektsart som beskrevs av Stoetzel 1981. Phylloxera russellae ingår i släktet Phylloxera och familjen dvärgbladlöss. Inga underarter finns listade i Catalogue of Life.